# Митрофановка (Свердловская область)
Митрофановка — деревня в Туринском городском округе Свердловской области России.

## Географическое положение
Деревня Митрофановка расположена в 19 километрах к юго-востоку от города Туринска (по дорогам в 22 километрах), на правом берегу реки Туры.

## Население
| 2002 | 2010 | 2021 |
| ---- | ---- | ---- |
| 13   | ↘10  | ↘1   |